# La Red de Valdetuéjar
La Red de Valdetuéjar es una localidad española del municipio de Valderrueda, en la provincia de León, comunidad autónoma de Castilla y León.
La iglesia está dedicada a Santiago Apóstol.

## Localidades limítrofes
Confina con las siguientes localidades:
- Al sureste con Villalmonte.
- Al sur con Las Muñecas.
- Al suroeste con Ferreras del Puerto.

## Demografía
Evolución de la población
| Gráfica de evolución demográfica de La Red de Valdetuéjar entre 2000 y 2023 |
|                                                                             |
| Población de derecho (2000-2023) según el padrón municipal del INE          |

## Historia
Así se describe a La Red de Valdetuéjar en el tomo XIII del Diccionario geográfico-estadístico-histórico de España y sus posesiones de Ultramar, obra impulsada por Pascual Madoz a mediados del siglo XIX:

Lugar en la provincia y diócesis de León, partido judicial de Riaño, audiencia territorial y capitanía general de Valladolid, ayuntamiento de Renedo de Valdetuejar. Situado en la cordillera de cerros que baja del puerto del Pando de Prioro, dando vuelta a Tegerina y Mental; su clima es templado, y sano. Tiene 26 casas; escuela de primeras letras; iglesia (Santiago) anejo de Muñecas, y buenas aguas potables. Confina con la matriz, Caminayo, la Mata y Ocejo de la Peña. El terreno es de mediana calidad y montuoso en su mayor parte. Producciones: granos, legumbres, lino y pastos; cría ganados y caza mayor y menor. Población: 26 vecinos, 100 almas. Contribución: con el ayuntamiento.
Diccionario geográfico-estadístico-histórico de España y sus posesiones de Ultramar